# Aymeric Mantoux
Aymeric Mantoux, né le 27 août 1976 à Paris, est un journaliste français, cofondateur de l'agence de presse Tapas Presse.

## Biographie
Aymeric Mantoux est né le 27 août 1976 à Paris. Il a fait ses études à Sciences Po Paris et a obtenu un diplôme d’études supérieures de Droit et Administration de la Communication Audiovisuelle à la Sorbonne, période pendant laquelle il a commencé sa carrière de journaliste au Guide du routard.
Son grand-père, journaliste, a notamment été rédacteur en chef de la revue Le Technicien du film.Son père, Thierry Mantoux, professeur à l'université, est l'auteur de l'ouvrage best-seller « Le guide du BCBG ».
En 1998, Aymeric Mantoux entre à LCI. Il a travaillé également à TF1 entre 1999 et 2001 et au Nouvel Économiste, ainsi qu'à Radio Classique.
Après avoir fondé fin 2001 l’agence Tapas Presse avec Luc Dubanchet et Marc Esquerré, il est nommé en 2008 rédacteur en chef adjoint puis rédacteur en chef du magazine lifestyle masculin L'Optimum (Éditions Jalou), puis de « La Revue des Montres»[réf. souhaitée]. Il collabore également à L'Officiel Voyages et à L'Officiel.
Pendant plusieurs années, il a été chroniqueur dans « Goûts de Luxe » sur BFM et animateur de l'émission Style me up sur Mensuptv.fr[réf. souhaitée].
Aymeric Mantoux est auteur de nombreux essais politiques et économiques, notamment sur Jean-Pierre Raffarin, Nicolas Sarkozy ou Dominique de Villepin, il est également scénariste de bande dessinée.
En 2015, il prend la direction générale de la maison d'éditions de livre d'art Cercle d’art (groupe Richard Mille) qui fût l'éditeur de Picasso. Et publie de nombreux ouvrages d'art. Il est également nommé directeur de la communication de la marque Richard Mille.
En 2019, Aymeric Mantoux est nommé responsable des relations extérieures du Comité d'organisation des Jeux olympiques de Paris 2024 (COJO), auprès de Tony Estanguet. On le retrouve ensuite au Paris Saint-Germain en tant que Responsable de la Communication Corporate.
Aymeric Mantoux prend en février 2023 la rédaction en chef de Montre Heroes (Heroes Media) et collabore à L'Opinion, 02, Luxury Tribune ou encore VSD.

## Publications
- avec Thierry Mantoux, Jean-Pierre Raffarin, l'homme que personne n'attendait, Éditions Le Cherche midi, 2002, 312 p.   (ISBN 2749100577)
- Nicolas Sarkozy, L'instinct du pouvoir, First edition, 2003  (ISBN 2876917831).
- avec Yves Derai, Villepin, l'homme qui s'aimait trop, Paris, Éditions de l'Archipel, 2005, 185 p.   (ISBN 2841877531)
- avec Benoist Simmat, Ségolène Royal, la dame aux deux visages, Paris, Éditions de l'Archipel, 2006, 307 p.   (ISBN 284187866X)
- avec Baudouin Eschapasse, Infiltrés, 403 jours au cœur du PS et de l'UMP Paris, Éditions Privé, 2007, 381 p.   (ISBN 2350760693)
- Kouchner vu par…, entretiens réalisés par Aymeric Mantoux, Paris, Éditions Calmann-Levy, 2008, 208 p.  ( (ISBN 9782702138663))
- avec Benoist Simmat, NRJ, L'Empire des ondes, Paris, Éditions Mille et une nuits - Fayard, 2009, 480 p.
- Voyage au pays des ultra-riches, Éditions Flammarion, 2010, 285 p.
- avec Emmanuel Rubin, Le livre noir de la gastronomie française, Paris, Éditions Flammarion, 2011, 300 p.   (ISBN 9782081252684)
- avec Benoist Simmat, La Guerre des Vins, plus cher que l'or, plus rare que le pétrole, Éditions Flammarion, Enquête, 2012, 284 p.   (ISBN 9782081270381)
- avec Yannick Alléno et Pascal Rabaté, L'enfant qui rêvait d'étoiles, dans les pas de Yannick Alléno, Éditions 12bis, 2013, 102 p.   (ISBN 9782356484659)
- avec Benoist Simmat et Philippe Bercovici, La gauche Bling bling, enquête sur la gauche et l'argent, Éditions 12bis, 2013, 58 p.   (ISBN 9782356483768)
- avec Benoist Simmat et Clément C. Fabre (illustrations), Révolutionnaires : Lénine, Mao, Che Guevara et tous les autres en BD, Éditions Hachette Comics, 2018, 184 p.   (ISBN 9782016252291)
- Pierre de Coubertin, L'homme qui n'avait pas inventé les Jeux olympiques, Éditions du Faubourg, 2024, 200 p.  (ISBN 978-2-493594-69-3)